# Timon (namn)
Timon är ett mansnamn med grekiskt ursprung.

## Kända Timon
- Timon från Fleios, grekisk filosof
- Timon av Aten, Shakespeare-drama
- Timon av Aten (person), grekisk filosof
- Timon (Disneykaraktär), en fiktiv surikat i disneyfilmen Lejonkungen och TV-serien Timon och Pumbaa